# Mezjyhirja
Mezjyhirja (ukrainska: Межигір'я) är ett museum och tidigare residens för Ukrainas tidigare premiärminister och senare president Viktor Janukovytj.
På området fanns tidigare ett kloster som grundades år 988. Det förstördes flera gånger och byggdes upp igen innan det slutligen förstördes av Sovjetunionen och övertogs av staten 1935.
Mezjyhirja användes som residens av Janukovytj från 2002 till 2014 och huvudbyggnaden "Honka" påminner om en fjällstuga i kolossalformat. Rummen är lyxigt inredda och på tomten finns både ett badhus i samma stil, ett garage med en bilsamling och en djurpark.
Janukovytj flydde från Kiev den 21 februari 2014 och vaktstyrkan som hade bevakat residenset under Euromajdan drog sig tillbaka. Aktivisterna tog över Mezjyhirja och omvandlade området till en offentlig park. Den 23 februari 2014 godkände det ukrainska parlamentet en motion om att förstatliga residenset. Ägarbytet godkändes av en domstol i juni 2014 och i november samma år öppnade det som museum.
Under Rysslands invasion av Ukraina 2022 sökte invånarna i byarna i närheten skydd på Mezjyhirja, som enligt uppgift har träffats av ryska flyganfall och bomber.